# Горде
Горде (рос. Гордое) — селище Гвардійського міського округу, Калінінградської області Росії. Входить до складу Знаменського сільського поселення.
Населення — 322 особи (2015 рік).

## Населення
| 2002 | 2010 |
| ---- | ---- |
| 384  | ↘322 |